# Emilio Merone
Emilio Merone (Sant'Anastasia, 2 agosto 1916 – Sant'Anastasia, 4 maggio 1975) è stato un latinista e poeta italiano.

## Biografia
Emilio Merone nacque nel 1916 a Sant'Anastasia, nella zona vesuviana. Intraprese gli studi classici frequentando il ginnasio nel convitto vescovile di Nola e completando poi il triennio nel collegio militare Nunziatella di Napoli; fu proprio in quel periodo che maturò in lui la passione per la poesia classica. Si laureò in lettere classiche con percorso italianistico, presso l'università partenopea Federico II, discutendo una tesi su Il principe di Niccolò Machiavelli con Giuseppe Toffanin.
Insegnò in alcuni importanti licei campani (tra cui la stessa Nunziatella) e nel 1958 passò alla cattedra universitaria presso l'istituto Suor Orsola Benincasa dove insegnò inizialmente grammatica latina e poi lingua e letteratura latina, conservando l'incarico fino alla prematura scomparsa all'età di 58 anni. Come filologo collaborò a numerose riviste specializzate ("Giornale Italiano di Filologia", "Aevum", "Il Mondo Classico"), curò e tradusse opere di Orazio (Il libro quarto delle Odi, Catania, G. Intelisano, 1939), Persio (Le satire, Napoli, I.G.E.A., 1947), Mimnermo (I frammenti, Napoli, Loffredo, 1947), Virgilio (Aeneis: liber 3, Napoli, A. Morano, 1948), Rutilio Namaziano (De reditu suo, Napoli, Armanni, 1953). Fu anche autore di alcune monografie (Rutilio ellenizzante, Napoli, L. Loffredo, 1953; Aggettivazione, sintassi e figure di stile in Archiloco, prefazione di Francesco Sbordone, Napoli, Armanni, 1960).

## Opere principali
La produzione di Emilio Merone è suddivisa in raccolte anche se non mancano diversi componimenti singoli composti in varie epoche. Nel 2001, è stata pubblicata una raccolta di carmi del poeta anastasiano, patrocinata dal comune di Sant'Anastasia.

### Raccolte in lingua italiana
- Oleandri vecchi e nuovi (1947)

### Raccolte in lingua latina
- Nugae (1942)
- Aprici flores (1950)
- Hendecasyllabi (1955)
- Munuscula Musae (1959)
- Leves Camenae (1964)
- Flores et frondes (1966)